# Magyar Hanglemezkiadók Szövetsége
Magyar Hanglemezkiadók Szövetsége (ungarisch für „Verband der ungarischen Plattenfirmen“), kurz MAHASZ, ist eine interprofessionelle Organisation, die die Interessen der ungarischen Musikindustrie vertritt. Gegründet wurde der Verband im Jahr 1992. MAHASZ ist Mitglied der International Federation of the Phonographic Industry. Aufgaben des Verbandes ist die Zusammenstellung der ungarischen Musikcharts, die Rechtevertretung sowie die Vergabe von Musikauszeichnungen für Alben, Singles und Videoalben. Seit 1992 vergibt MAHASZ die Hungarian Music Awards (bis 2003 als Golden Giraffe Awards bekannt).

## Verleihungsgrenzen der Tonträgerauszeichnungen

### Alben
| Auszeichnung | bis 11. Juni 1992 | bis 2. Dezember 1997 | bis 22. April 2002 | bis 22. Februar 2005 | bis 12. September 2006 | bis 30. September 2009 | bis 13. Dezember 2012 | seit 14. Dezember 2012 |
| ------------ | ----------------- | -------------------- | ------------------ | -------------------- | ---------------------- | ---------------------- | --------------------- | ---------------------- |
| Gold         | 100.000           | 50.000               | 25.000             | 15.000               | 10.000                 | 7.500                  | 5.000                 | 2.000                  |
| Platin       | 200.000           | 100.000              | 50.000             | 30.000               | 20.000                 | 15.000                 | 10.000                | 4.000                  |
| 2× Platin    | —                 | —                    | 100.000            | 60.000               | 40.000                 | 30.000                 | 20.000                | 8.000                  |
| …            |                   |                      |                    |                      |                        |                        |                       |                        |
| Diamant      | 400.000           | 200.000              | —                  | —                    | —                      | —                      | —                     | —                      |

| Auszeichnung a | 22. Dezember 2003 bis 30. September 2005 | 1. Oktober 2005 bis 31. Dezember 2006 | 1. Januar 2007 bis 13. Dezember 2012 | 14. Dezember 2012 bis 31. Dezember 2017 | seit 1. Januar 2018 |
| -------------- | ---------------------------------------- | ------------------------------------- | ------------------------------------ | --------------------------------------- | ------------------- |
| Gold           | 10.000                                   | 5.000                                 | 3.000                                | 1.000                                   | 2.000               |
| Platin         | 20.000                                   | 10.000                                | 6.000                                | 2.000                                   | 4.000               |
| 2× Platin      | 40.000                                   | 20.000                                | 12.000                               | 4.000                                   | 8.000               |
| …              |                                          |                                       |                                      |                                         |                     |

### Singles
| Auszeichnung | bis 31. Dezember 2006 | seit 1. Januar 2007 bis 31. Dezember 2017 | seit 1. Januar 2018 |
| ------------ | --------------------- | ----------------------------------------- | ------------------- |
| Gold         | 5.000                 | 1.500                                     | 2.000               |
| Platin       | 10.000                | 3.000                                     | 4.000               |
| 2× Platin    | 20.000                | 6.000                                     | 8.000               |
| …            |                       |                                           |                     |

### Videoalben
| Auszeichnung | Verkaufseinheiten |
| ------------ | ----------------- |
| Gold         | 2.000             |
| Platin       | 4.000             |
| 2× Platin    | 8.000             |
| …            |                   |

| Auszeichnung | Verkaufseinheiten |
| ------------ | ----------------- |
| Gold         | 1.000             |
| Platin       | 2.000             |
| 2× Platin    | 4.000             |
| …            |                   |